# Monareczka czarnosterna
Monareczka czarnosterna, monarka czarnosterna (Symposiachrus verticalis) – gatunek małego ptaka z rodziny monarek (Monarchidae). Jest endemitem Archipelagu Bismarcka należącego do Papui-Nowej Gwinei. Jego naturalnym środowiskiem są subtropikalne lub tropikalne wilgotne lasy nizinne i górskie.

## Taksonomia
Gatunek ten opisał Philip Lutley Sclater, nadając mu binominalną nazwę Monarcha verticalis. Opis ukazał się w 1877 roku w czasopiśmie „Proceedings of the Zoological Society of London”, do opisu dołączona była tablica barwna. Autor wskazał jako miejsce typowe wyspę Duke of York Island. W 2009 roku gatunek został przeniesiony z rodzaju Monarcha do Symposiachrus.

### Podgatunki
Zazwyczaj wyróżnia się dwa podgatunki S. verticalis:
- S. v. ateralbus (Salomonsen, 1964) – monareczka żałobna[4]
- S. v. verticalis (P.L. Sclater, 1877) – monareczka czarnosterna[4]

Niektórzy autorzy uznają oba podgatunki za odrębne gatunki, takie ujęcie systematyczne przyjęto m.in. na wykorzystywanej przez IUCN liście ptaków świata opracowywanej przy współpracy BirdLife International z autorami Handbook of the Birds of the World.

## Morfologia
Głowa z czarną maską i szyją. Grzbiet i skrzydła czarne z dużą białą plamą na skrzydle. Spód biały, ogon czarny.
Długość ciała: podgatunek nominatywny 15–16 cm; podgatunek ateralbus 16–17,5 cm.

## Występowanie
Monareczka czarnosterna występuje na Archipelagu Bismarcka należącym do Papui-Nowej Gwinei. Wyraźnie preferuje lasy pierwotne, rzadziej występuje w lasach wtórnych. Często spotykana w bambusowych zaroślach. Nie migruje. Zasięg występowania (EOO – Extent of occurence) obejmuje teren 161 tys. km².
Poszczególne podgatunki zamieszkują:
- S. v. ateralbus – wyspa Djaul
- S. v. verticalis – wyspy Nowy Hanower, Nowa Irlandia, Duke of York Islands, Umboi, Nowa Brytania

## Status i zagrożenia
W Czerwonej księdze gatunków zagrożonych Międzynarodowej Unii Ochrony Przyrody (IUCN) monareczka czarnosterna i monareczka żałobna od 2016 roku klasyfikowane są jako osobne gatunki. Monareczka czarnosterna została zaliczona do kategorii LC (ang. Least Concern – najmniejszej troski). Ze względu na brak dowodów na spadki liczebności bądź istotne zagrożenia dla gatunku BirdLife International uznaje trend liczebności populacji za prawdopodobnie stabilny. Gatunek ten ma bardzo duży zasięg, a zatem nie zbliża się do progu zagrożenia na podstawie kryterium wielkości zasięgu. Wielkość populacji nie została określona ilościowo, ale nie uważa się, że zbliża się do progu zagrożenia zgodnie z kryterium wielkości populacji. Monareczka żałobna zaliczana jest do kategorii NT (ang. Near Threatened – bliski zagrożenia). W 1990 roku ptak ten opisywany był jako rzadki, ale lokalnie pospolity. Trend liczebności tej niewielkiej populacji uznawany jest za spadkowy ze względu na utratę i degradację siedlisk leśnych.